# MECAR PFL-RFL-40BT 5.56 mm
PFL-RFL-40BT 5.56 mm – belgijski nasadkowy granat oświetlający produkowany przez firmę MECAR SA.
Granat PFL-RFL-40BT 5.56 mm może być miotany przy pomocy dowolnego karabinu kalibru 5,56 mm z urządzeniem wylotowym o średnicy 22 mm, przy pomocy naboju ostrego. Granat zawiera opadającą na spadochronie flarę świecącą przez 30 s światłem koloru czerwonego, zielonego lub białego.